# Порно і морозиво
Порно та морозиво (ісп. Porno y helado) — аргентинський комедійний вебсеріал, створений Мартіном Піроянським для Prime Video. Він розповідає про дружбу між двома ізгоями та молодою шахрайкою, які вирішують створити фальшиву рок-групу. У головних ролях Піроянський, Софія Моранді та Ігнасіо Саралегі. У ролях другого плану — Мартін Павловський, Елісео Барріонуево, Хав'єр Ніклісон, Сантьяго Талледо та Габріела Ірібаррен. Крім того, у ньому є Сусана Хіменес як запрошена зірка. Перший сезон складається з 8 епізодів і вийшов 11 березня 2022 року.
У вересні 2022 року Піроянський підтвердив, що серіал продовжено на другий сезон.

## Сюжет
Пабло — незрілий 30-річний чоловік, який разом зі своїм найкращим другом Рамоном, котрому не дуже щастить по життю, і Сесілією, молодою шахрайкою, вирішують створити фальшиву рок-групу. Їхній групі вдається захопити місцеву музичну сцену, починаючи з їхнього першого хіта, на створення якого їх надихнув перегляд порно та поїдання морозива. Однак незабаром їхня брехня вийде з-під контролю.

## Акторський склад

### Головні персонажі
| Актор              | Роль              |
| ------------------ | ----------------- |
| Мартін Піроянський | Пабло             |
| Софія Моранді      | Сесілія фон Трапп |
| Ігнасіо Саралегі   | Рамон Баррейро    |

### Другорядні персонажі
| Актор              | Роль             |
| ------------------ | ---------------- |
| Мартін Павловський | Гаррі            |
| Елісео Барріонуево | Начо             |
| Хав'єр Ніклісон    | Клаудіо          |
| Cантьяго Талледо   | Сегундо          |
| Габріела Ірібаррен | Грасіела         |
| Жозефіна Тріас     | Вірджинія        |
| Даніель Перес      | Гарольд          |
| Ернесто Ліотті     | Бето             |
| Вісенте Варела     | Сантьяго         |
| Матіас Зінгер      | Орасіо Мадаріага |
| Бруно Перейра      | бас-гітарист     |
| Хімена Маркес      | Сільвіна         |

### Епізодичні персонажі
| Актор               | Роль                     |
| ------------------- | ------------------------ |
| Сусанна Хіменес     | Роксана                  |
| Фавіо Поска         | Пікі Валеросо            |
| Пабло Тате          | Хоакін                   |
| Нестор Гуцціні      | шеф таксистів            |
| Умберто де Варгас   | Серхіо Вієйра            |
| Лайла Реєс          | Наомі                    |
| Сантьяго Коровський | Хуан Крус «Павук» Вієйра |
| Хімена Ангануцці    | Енрікета                 |
| Роберто Суарес      | Омар Квартіроло          |
| Орасіо Камандуле    | Сандро                   |
| Фернандо Амарал     | Бермудес                 |
| Джульєтта Спінеллі  | Олівія Вієйра            |
| Міріам Глеєр        | Ельза                    |
| Уго Бардалло        | Ісмаель Гарсія Лагос     |
| Дієго Дельгросі     | Інспектор Гомес          |
| Емілія Діас         | Летиція                  |

## Епізоди
| № серії | Назва серії                            | Режисер(и)         | Сценарист(и)                                                                   | Оригінальна дата показу |
| ------- | -------------------------------------- | ------------------ | ------------------------------------------------------------------------------ | ----------------------- |
| 1       | «Порно і морозиво ісп. Porno y helado» | Мартін Піроянський | Мартін Піроянський, Мартіна Лопес Роболь, Сантьяго Коровський і Родріго Мораєс | 11 березня 2022 року    |
| 2       | «Дата ісп. La fecha»                   | Мартін Піроянський | Мартін Піроянський, Мартіна Лопес Роболь, Сантьяго Коровський і Родріго Мораєс | 11 березня 2022 року    |
| 3       | «Академія ісп. La academia»            | Мартін Піроянський | Мартін Піроянський, Мартіна Лопес Роболь, Сантьяго Коровський і Родріго Мораєс | 11 березня 2022 року    |
| 4       | «Вечірка ісп. La fiesta»               | Мартін Піроянський | Мартін Піроянський, Мартіна Лопес Роболь, Сантьяго Коровський і Родріго Мораєс | 11 березня 2022 року    |
| 5       | «Два гурти ісп. Las dos bandas»        | Мартін Піроянський | Мартін Піроянський, Мартіна Лопес Роболь, Сантьяго Коровський і Родріго Мораєс | 11 березня 2022 року    |
| 6       | «Гребінці ісп. Los Vieira»             | Мартін Піроянський | Мартін Піроянський, Мартіна Лопес Роболь, Сантьяго Коровський і Родріго Мораєс | 11 березня 2022 року    |
| 7       | «Відеокліп ісп. El videoclip»          | Мартін Піроянський | Мартін Піроянський, Мартіна Лопес Роболь, Сантьяго Коровський і Родріго Мораєс | 11 березня 2022 року    |
| 8       | «Договір ісп. El contrato»             | Мартін Піроянський | Мартін Піроянський, Мартіна Лопес Роболь, Сантьяго Коровський і Родріго Мораєс | 11 березня 2022 року    |

## Виробництво

### Пілот
У лютому 2011 року виробнича компанія «Aeroplano de Argentina» профінансувала та спродюсувала пілот під назвою «Як завести дівчат» із Феліпе Коломбо та Мартіном Піроянським, постпродакшн якого було завершено в серпні 2011 року. Протягом наступних 7 років пілот циркулював на ринку Латинської Америки та США. У 2015 році «Letca Media» вибрала його з огляду на можливе виробництво разом з «HBO». У 2018 році почався період виробництва з продюсерською компанією «Navajo», де було змінено назву серіалу. У 2020 році за розробку проекту взялася Amazon Prime Video.

### Виробництво
У січні 2021 року було оголошено, що виробнича компанія «Salado» почала попереднє виробництво серіалу, автором, режисером і сценаристом якого став Мартін Піроянський. У березні того ж року Amazon дав зелене світло серіалу, зробивши замовлення на 8 епізодів, які будуть створені спільно з «Navajo Films» і «Claxson». Крім того, було підтверджено, що Лусія Гарібальді приєдналася до проекту як друга режисерка.

### Зйомки
Основні зйомки серіалу розпочалися наприкінці лютого 2021 року в Монтевідео, Уругвай. У березні того ж року зйомки проходили в Пунта-дель-Есте.

### Кастинг
У листопаді 2020 року повідомлялося, що Піроянський зіграє головну роль у власному серіалі. У грудні того ж року Софія Моранді приєдналася до проекту, щоб зіграти одну з головних героїнь. У березні 2021 року було оголошено, що акторський склад поповнився Начіто Саралегі, Елісео Барріонуево, Хав'єром Ніклісоном, Сантьяго Коровським, Мартіном Павловським, Сантьяго Талледо, Фавіо Поска, а також Сусаною Хіменес як запрошена зірка.

## Сприйняття